# Чепрасов, Евгений Валерьевич
Евгений Валерьевич Чепрасов (род. 24 апреля 1972, Казань) — советский и российский хоккеист, нападающий. Тренер.

## Биография
Воспитанник казанского СК имени Урицкого. Начинал играть в команде второй лиги «Нефтяник» Альметьевск (1989/90 — 1991/92). В переходных турнирах между высшей и первой лигами сезонов 1989/90 и 1990/91 играл за СК им. Урицкого / «Итиль». В сезоне 1991/92 выступал за «Нефтяник», «Итиль» и «Сокол» Новочебоксарск. В следующем сезоне играл за «Итиль», фарм-клуб «Тан» и «Сокол». В дальнейшем выступал за «Сокол» (1993/94), «Нефтехимик» Нижнекамск (1994/95 — 1996/97), «Металлург» Серов (1995/96, 1997/98, 2001/02), «Нефтяник» Лениногорск (1997/98, 2000/01), «Рубин» Тюмень (1998/99), «Нефтяник» Альметьевск (1999/2000 — 2000/01), «Нефтяник-2» Альметьевск (2000/01).
Окончил Камский государственный институт физической культуры (2001). Выпускник ВШТ академии хоккея (4 набор).
Тренер юношей в «Ак Барсе» (2008—2017). С 2017 года — юношеский тренер в казанской «Стреле».
Двоюродный брат Алексей (род. 1983) играл в хоккей в низших лигах.